# Комараны
Комараны (словац. Komárany) — село и одноимённая община в районе Вранов-над-Топлёу Прешовского края Словакии. В письменных источниках начинает упоминаться с 1303 года.

## География
Село расположено в южной части края, в пределах Восточнословацкой низменности, на правом берегу реки Топли, при автодороге 3617. Абсолютная высота — 131 метр над уровнем моря. Площадь муниципалитета составляет 4,75 км².

## Население
| Год:                | 1994 | 2004    | 2014    | 2024    |
| ------------------- | ---- | ------- | ------- | ------- |
| Количество человек: | 491  | 496     | 484     | 510     |
| Разница:            |      | +1,01 % | −2,41 % | +5,37 % |

По данным последней официальной переписи 2011 года, численность населения Комаран составляла 473 человека.